# Winner (South Dakota)
Winner ist eine Kleinstadt im Tripp County im Süden des US-Bundesstaats South Dakota.  Winner ist die größte Siedlung in der weiteren, vor allem landwirtschaftlich geprägten Umgebung, weshalb es als Einkaufs- und Schulstadt sowie County Seat eine regionale Bedeutung hat. Das U.S. Census Bureau hat bei der Volkszählung 2020 eine Einwohnerzahl von 2921 ermittelt.

## Verkehr
In Winner treffen der U.S. Highway 18 mit dem South Dakota Highway 44 zusammen. Etwa zwei Kilometer nordöstlich des Zentrums liegt der Winner Regional Airport.